# Munitiedepot Arendonk
Het Munitiedepot Arendonk is een munitiedepot in de gemeente Arendonk, België, ongeveer een kilometer noordoost vanaf het plaatsje Voorheide, nabij de grens met Nederland. Het terrein met 83 ingegraven bunkers was in gebruik vanaf 7 juli 1960 tot 1997 door het Duitse leger, dat er grote aantallen munitie opsloeg. Hoewel er soms wordt gezegd dat het terrein kernwapens opsloeg, is dit niet bevestigd.

## Geschiedenis
In 1960 overlegde de West-Duitse regering om een munitiedepot in België aan te leggen. Na goed overleg met de Belgische regering mochten de West-Duitsers voor 190 miljoen frank (Ongeveer 5 miljoen euro) op een terrein iets onder 100 hectare inrichten met bunkers. Uiteindelijk kwamen er 83 bunkers met een afmeting van ongeveer 25x8 meter, die op 7 juli 1960 aan de Bundeswehr werden overgedragen. Er werkten 170 Belgische arbeiders aan het onderhoud. Na het einde van de Koude Oorlog in 1997 vertrokken de Duitsers en verkocht de gemeente Arendonk het terrein aan het Belgische Ministerie van Defensie voor 50 miljoen frank (1,25 miljoen euro). In 2017 werd er een illegaal technofeest gehouden.

## Het terrein
Het terrein is omringd door een twee meter hoog hek met prikkeldraad op de top, maar op meerdere plekken zijn er gaten gemaakt en is het mogelijk om het terrein op te lopen. Alle bunkers zijn genummerd, sommige beginnend met het nummer 1 en andere met het nummer 2. Er zijn 32 bunkers met beginnummer 1 en minimaal 34 met het beginnummer 2. Er is geen verschil in de constructie van de bunkers met beginnummer 1 en 2. Sommige bunkers staan alleen en andere zijn aan elkaar vastgemaakt. De bunkers zijn ongeveer 25 meter lang, 8 meter breed en 4 meter hoog. De 40 cm dikke stalen deuren van de bunkers kunnen open- en dichtgemaakt worden door aan een ketting te trekken die rechts van de deur hangt. De bunkers hadden ooit verlichting door acht lampen en ventilatie door een schoorsteen bovenop de bunker.

## Vandaag de dag
Een deel van het terrein dient nu als asielzoekerscentrum, met plek voor ongeveer 400 asielzoekers. Het Belgische leger patrouilleert nog af en toe in het gebied. Het gebied staat op de verkooplijst. Doordat het terrein vervallen is is de basis een aantrekking voor vandalen en koperdieven. Er komen ook weleens krakers voor.